# Gunnerales
Gunnerales (Takht. ex Reveal, 2009) è un ordine di Angiospermae, compreso nel clade delle eudicotiledoni centrali, introdotto nel 2009 con la classificazione APG III.

## Descrizione
Le piante dell'ordine contengono acido ellagico. Le cellule del floema contengono un gran numero di plastidi. Le foglie hanno margini dentati e venature secondarie palmate.
Le piante sono dioiche, possiedono piccoli fiori privi di perianzio e lo stigma è per lo meno scarsamente secernente.
I caratteri che le Gunnerales condividono con le piante del nucleo delle eudicotiledoni sono la cianogenesi via fenilalanina, i percorsi metabolici dell'isoleucina o della valina, la presenza della sequenza del DNA del motivo PI-dB e la frequenza elevata di portare una piccola delezione nella sequenza del DNA ribosomiale 18S.
I caratteri che condividono con il nucleo delle eudicotiledoni e anche con Buxales e Trochodendrales sono l'assenza degli alcaloidi benziliisochinolinici, presenza del gene euAP3 + TM6 (duplicazione del gene paleoAP3: Classe B) e la perdita del gene mitocondriale rps2.

## Tassonomia

### Famiglie
All'interno dell'ordine Gunnerales sono attualmente incluse due famiglie, mentre la dicitura "nom. cons." (Nomen conservandum) indica un nome che deve essere preservato, pertanto quel certo nome scientifico gode di specifiche protezioni a livello nomenclaturale.:
- Gunneraceae Meisn. (1842) nom. cons.
- Myrothamnaceae Nied. (1891) nom. cons.

### Relazioni
Dal Sistema APG III (2009), ed anche nell'attuale APG IV (2016), all'interno di quest'ordine sono comprese le due famiglie di Gunneraceae e Myrothamnaceae, ciascuna rappresentata da un unico genere: Gunnera e Myrothamnus.
Nel Sistema Cronquist (1981), le Gunneraceae erano invece assegnate all'ordine Haloragales e le Myrothamnaceae all'ordine Hamamelidales.
I risultati dell'analisi del DNA sono definitivi, ma il raggruppamento all'interno dello stesso ordine di queste due famiglie rappresentò una sorpresa, per il fatto che le morfologie delle piante delle due famiglie sono estremamente dissimili.
Nel vecchio sistema Cronquist (1981, 1988) e in quello di Takhtajan (1997), le Gunneraceae erano assegnate alle Rosidae e le Myrothamnaceae alle Hamamelidae.
Nei sistemi filogenetici di classificazione, come l'APG IV, questo ordine è il primo che deriva dal nucleo delle eudicotiledoni.

## Ecologia
Nonostante siano correlate, le Myrothamnaceae e le Gunneraceae appaiono molto diverse:
- le Gunneraceae sono erbe mesofile (spesso di grandi dimensioni) e gli idatodi sono ben sviluppati e secernono mucillagini o forse coperture resinose.
- le Myrothamnaceae sono cespugli reviviscenti di habitat aridi e gli idatodi sono poco sviluppati e secernono la resina della pianta.

Entrambe recano fiori privi di perianzio, ma sono differenti per gli aspetti particolari dei pollini.